# Christopher Ellery
Christopher Ellery (Newport, 1º novembre 1768 – Middletown, 2 dicembre 1840) è stato un politico statunitense.

## Biografia
Nacque a Newport, si laureò presso il Yale College nel 1787, studiò legge, fu ammesso al bar e iniziò la pratica a Newport. Era impiegato della corte superiore della Contea di Newport dal 1794 al 1798.
Ellery fu eletto senatore degli Stati Uniti, per riempire il posto vacante causato dalle dimissioni di Ray Greene, il 6 maggio 1801 al 4 marzo 1805. Fu sconfitto nella rielezione del 1804 da James Fenner. Ellery fu nominato, dal presidente Thomas Jefferson, Commissario degli Stati Uniti per i prestiti a Providence e nel 1806 e fu nominato collezionista di dogana a Newport, succedendo suo zio; questa posizione la tenne fino al 1834. Morì a Middletown nel 1840.
| Controllo di autorità | VIAF (EN) 76266931 · LCCN (EN) nr2004021528 |